# 奧爾巴尼 (印地安納州)
奧爾巴尼（英語：Albany）是一個位於美國印地安納州特拉華縣與蘭道夫縣的城鎮。

## 地理
奧爾巴尼的座標為38°18′05″N 85°14′16″W / 38.30139°N 85.23778°W，而該地的平均海拔高度為277米（即909英尺）。

## 人口
根據2010年美國人口普查的數據，奧爾巴尼的面積為4.56平方千米，當中陸地面積為4.54平方千米，而水域面積為0.02平方千米。當地共有人口2,165人，而人口密度為每平方千米475人。